# 荻上直子
荻上 直子（おぎがみ なおこ、1972年2月15日 - ）は、日本の映画監督。千葉県出身。

## 経歴
千葉大学工学部画像工学科を卒業後1994年に渡米。南カリフォルニア大学大学院映画学科で映画製作を学び、2000年に帰国。2001年自主製作映画『星ノくん・夢ノくん』が2001年度ぴあフィルムフェスティバルで音楽賞を受賞。
2003年、スカラシップ作品の権利を得て、長編劇場デビュー作『バーバー吉野』を発表。第54回ベルリン国際映画祭・児童映画部門特別賞を受賞。2005年、愛媛県松山市で実際に毎年開催されている俳句甲子園に出場する高校生たちを描いた青春物『恋は五・七・五!』を発表。
2006年、フィンランドのヘルシンキオールロケ、アキ・カウリスマキ監督『過去のない男』の主演だったマルック・ペルトラも顔を出した『かもめ食堂』を発表し、大ヒットさせる。更にその後日談的CMが同ロケ、同スタッフによって制作された事で話題になった。小林聡美、もたいまさこの『やっぱり猫が好き』ゆかりの2人が共に荻上作品の常連ということもあってか、2005年には『やっぱり猫が好き2005』の脚本を手がけている。
2007年、小林・もたいコンビが再び主演した『めがね』も、興行的に成功した。第58回ベルリン国際映画祭・パノラマ部門出品、日本映画初のマンフレート・ザルツゲーバー賞を受賞。また、第27回藤本賞の特別賞、及び第34回山路ふみ子文化賞を受賞した。
2010年8月には第1小説集となる『モリオ』（光文社）を発表。2011年、『トイレット』で芸術選奨新人賞映画部門を受賞。
2012年、文化庁新進芸術家派遣制度によりニューヨークに留学した。同年、事実婚の夫との間に双子の女児が誕生。同年、『レンタネコ』で第62回ベルリン国際映画祭・パノラマ部門出品、ストックホルム国際映画祭・コンペティション部門ノミネート。
2017年、「荻上直子・第二章の始まり」と公言した『彼らが本気で編むときは、』を発表。第67回ベルリン国際映画祭・パノラマ部門正式出品、ジェネレーション部門特別上映、日本映画初のテディ審査員特別賞を受賞した。

## 映画作品
- 星ノくん･夢ノくん （2001年）
- バーバー吉野 （2003年）
- 恋は五・七・五! （2005年）
- かもめ食堂 （2006年）
- めがね （2007年）
- トイレット（2010年）
- レンタネコ（2012年）
- 彼らが本気で編むときは、（2017年）[5]
- 川っぺりムコリッタ（2022年）[6]
- 波紋（2023年）
- まる（2024年）[7]

## テレビドラマ
- サボテン・ジャーニー （2004年10月18日 - 21日、日本テレビ） - 脚本（全話）
- やっぱり猫が好き2005 （2005年3月、フジテレビ） - 脚本
- 2クール #7、#10（2008年5月17日・6月7日、日本テレビ） - 演出
- 朗読屋（2017年1月18日、NHK BSプレミアム） - 脚本[8]
- リラックマとカオルさん（2019年4月19日、Netflix） - 脚本（全話）
- 珈琲いかがでしょう（2021年4月5日 - 5月24日、テレビ東京） - 脚本（全話）、監督

## 配信ドラマ
- モダンラブ・東京（2022年秋配信、Amazon Prime Video）[9]

## 書籍

### 小説
- 川っぺりムコリッタ（2019年6月27日、講談社）

## 受賞歴
- ぴあフィルムフェスティバル 音楽賞（『星ノくん・夢ノくん』、2001年）
- 第54回ベルリン国際映画祭 児童映画部門特別賞（『バーバー吉野』、2004年）
- 新藤兼人賞 銀賞（『かもめ食堂』、2006年）
- 第16回日本映画批評家大賞 特別女性監督賞（『かもめ食堂』、2007年）[10]
- 第7回天草映画祭 風の賞（『かもめ食堂』、2007年）
- 第27回藤本賞 特別賞（『めがね』、2007年）
- 第58回ベルリン国際映画祭 マンフレート・ザルツゲーバー賞（『めがね』、2008年）
- 第3回KINOTAYO現代日本映画祭ニコン最優秀映像賞（『めがね』、2008年）[11]
- 第34回山路ふみ子映画賞 山路ふみ子文化賞（『トイレット』、2010年）
- 文化庁芸術選奨新人賞（『トイレット』、2011年）
- 第67回ベルリン国際映画祭（『彼らが本気で編むときは、』、2017年）
  - テディ賞 - 審査員特別賞
  - 観客賞（2nd place）
- ウーディネ極東映画祭
  - 観客賞（ゴールデン・マルベリー）（『彼らが本気で編むときは、』、2017年）
- 第12回KINOTAYO現代日本映画祭
  - ソレイユ・ドール観客賞（グランプリ）（『彼らが本気で編むときは、』、2017年）[12]
- 第33回日本映画批評家大賞 監督賞（『波紋』）[13]